# Dicranum congestum
Dicranum congestum är en bladmossart som beskrevs av Bridel 1806. Dicranum congestum ingår i släktet kvastmossor, och familjen Dicranaceae. Inga underarter finns listade i Catalogue of Life.